# Lutz Braun
Lutz Braun (* 3. Juni 1966 in Herzogenaurach) ist ein ehemaliger deutscher Fußballspieler.

## Karriere
Braun begann das Fußballspielen im Alter von 10 Jahren beim FC Herzogenaurach. Dort durchlief er alle Jugendabteilungen. Unter Trainer Dieter Nüssing schaffte er den Sprung in die Landesliga-Mannschaft des Vereins, der er bis 1988 angehörte. Zur Saison 1988/89 wechselte er zu Viktoria Aschaffenburg. Die Viktoria spielte in der 2. Bundesliga, zum Saisonende belegte Braun mit seinen Mannschaftskollegen den 18. Tabellenplatz, was den Abstieg in die Oberliga bedeutete. Braun spielte weiter bei der Viktoria, bis er zur Saison 1992/93 nach München zur SpVgg Unterhaching wechselte. Mit Unterhachingen stieg er im ersten Jahr aus der 2. Liga ab und zog weiter zur TSV 1860 München. Die 60er wurden von Trainer Werner Lorant betreut und waren grade in die 2. Liga aufgestiegen. Braun wurde Stammspieler und bestritt alle 38 Saisonspiele. Zum Saisonende feierte er mit den Münchenern den direkten Durchmarsch in die Bundesliga. In der Bundesliga kam er am 1. Spieltag der Saison zu seinem Debüt im Oberhaus des deutschen Fußballs, für Braun blieb es der einzige Einsatz in Liga eins. Trainer Lorant setzte nicht mehr auf ihn. Braun wechselte zur Rückrunde zum 1. FC Nürnberg. Er machte sechzehn weitere Spiele in Liga zwei. Nach einem halben Jahr ging er zu Dynamo Dresden. Aufgrund von mehreren Verletzungen beendete er 1997 seine Karriere bei Dynamo.